# Exocentrus rufoapicalis
Exocentrus rufoapicalis är en skalbaggsart som beskrevs av Stefan von Breuning 1973. Exocentrus rufoapicalis ingår i släktet Exocentrus och familjen långhorningar.
Artens utbredningsområde är Zimbabwe. Inga underarter finns listade i Catalogue of Life.